# Schott Music
Schott Music GmbH & Co. KG ist ein großer Musik- und Musikbuchverlag und einer der ältesten noch bestehenden Musikverlage überhaupt. Gründer des Musikverlagsgeschäftes war Bernhard Schott im Jahre 1770. Bei Schott wurde unter anderem das gesamte kompositorische Werk von Richard Wagner ediert, wodurch der Verlag schließlich Weltgeltung erreichte; ebenso z. B. Beethovens 9. Sinfonie und Werke von Wolfgang Amadeus Mozart. Der Firmensitz befindet sich seit der Gründung in Mainz am Rhein. Schott Music weist in der jüngeren Unternehmensgeschichte Merkmale eines internationalen Mischkonzerns der Musikbranche auf.

## Geschichte

### Die Anfänge

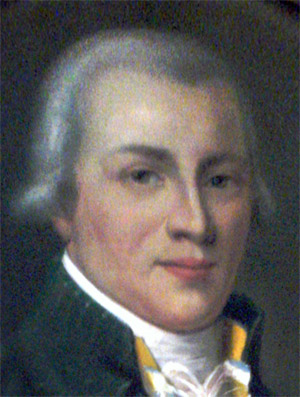
Verlagsgründer Bernhard Schott, Gemälde um 1780

Der Verlag Schott Music wurde 1770 von Bernhard Schott (1748–1809) in Mainz unter dem Namen B. Schott & Söhne (später B. Schott’s Söhne) gegründet und ist noch heute in einem 1792 erbauten Patrizierhaus im Weihergarten beheimatet, das mittlerweile unter Denkmalschutz steht. Der Musiker und Kupferstecher Bernhard Schott erhielt 1780 das privilegium exclusivum und das Prädikat Hofmusikstecher. Damit durften innerhalb des Kurfürstentums die von ihm hergestellten Werke nicht nachgestochen oder verkauft werden. Der Verlag profitierte als „Großherzoglich-hessische Hofmusikalienhandlung“ von dem blühenden kulturellen Leben in Mainz und wuchs rasch zu einer wichtigen Größe im Musikbetrieb. Unter anderen versorgte Schott damals die reich beschäftigte kurfürstliche Hofkapelle und das Orchester des jungen Theaters mit Noten.
Anders als andere Druckereien der Medienstadt Mainz wurde Schott durch die Mainzer Republik und die Jahre der cisrhenanischen Republik und die damit verbundene Abtrennung vom ursprünglichen kurfürstlichen Gebiet kaum betroffen, da Musiknoten weniger sprachgebunden waren.
Bernhard Schott bewies auch auf technischer Linie Innovationsgeist und benutzte als einer der ersten das Vervielfältigungsverfahren der Lithographie. Dies ermöglichte eine konstant hohe Auflage und führte bald zu einer weiten Verbreitung des hochwertigen Notenmaterials. So etablierte sich das Verlagshaus schnell über die Grenzen Deutschlands hinaus und die ersten Niederlassungen wurden von Bernhard Schotts Söhnen Andreas Schott (1781–1840) und Johann Joseph Schott (1782–1855) gegründet: 1823 in Antwerpen, 1830 in Brüssel, bald darauf weitere in London, Wien, Paris und Leipzig.
Neben der hohen Qualität der Noten und der guten Verfügbarkeit in vielen europäischen Ländern war es vor allem das Engagement für Zeitgenössische Musik, das den Verlag international bekannt machte. Neben Werken von Komponisten der Mannheimer Schule (Carl Stamitz, Georg Joseph Vogler) sowie virtuoser Gesellschaftsmusik gehörten auch Spielopern zum Repertoire. Die Herausgabe der Klavierauszüge und Erstausgaben der Mozartopern Don Giovanni und Die Entführung aus dem Serail gehören zu den ersten Höhepunkten. Wichtige Spätwerke von Ludwig van Beethoven, unter anderem die berühmte 9. Sinfonie, die Missa solemnis sowie zwei der letzten Streichquartette führten den Verlag in eine sichere Zukunft.

### Meilenstein Wagner

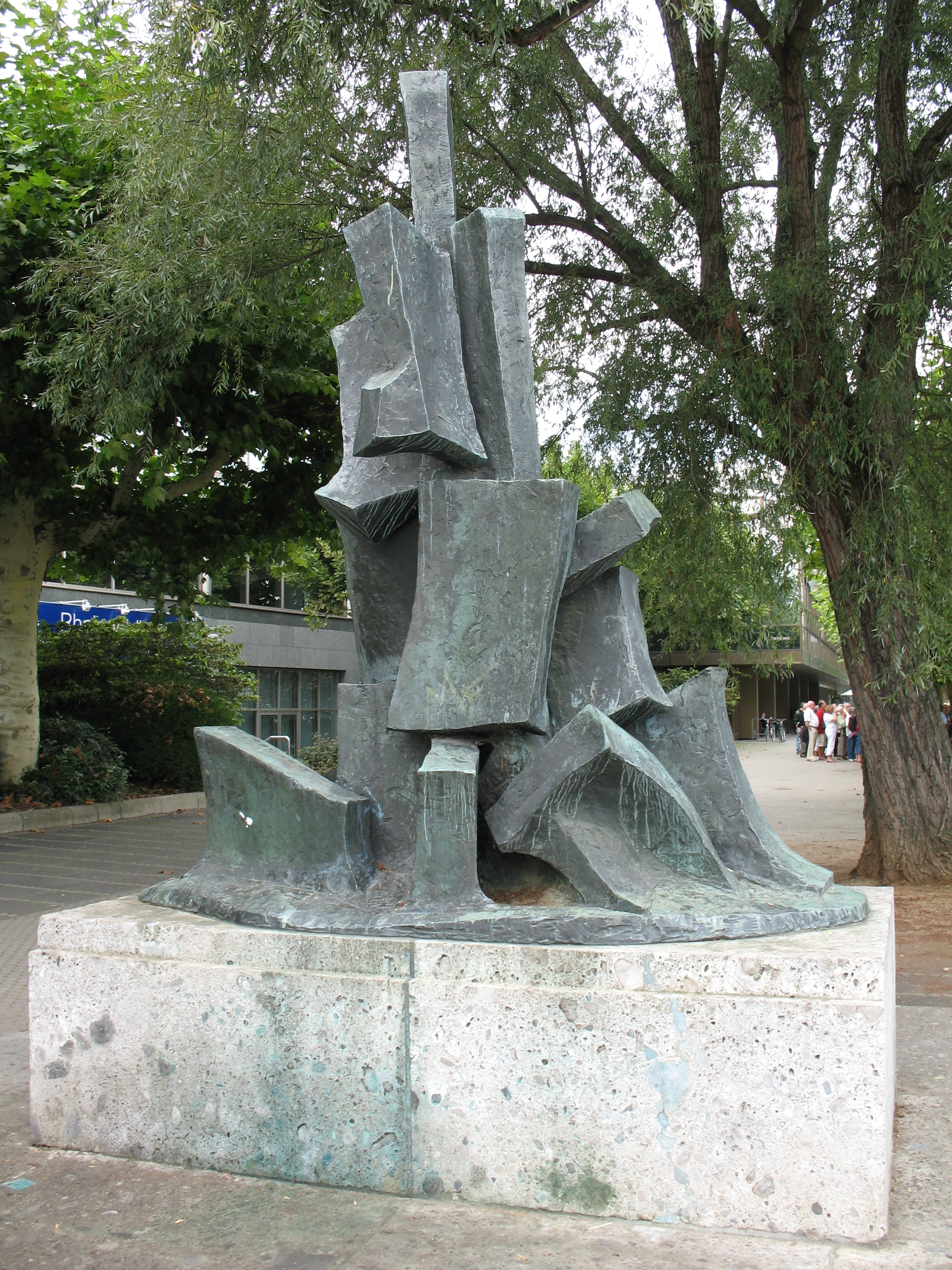
Dem Genius Richard Wagner, gestiftet vom Schott Verlag 1970

Zu Beginn der Verlagsgeschichte war der damals moderne französische Geschmack für das Verlagsprogramm ausschlaggebend. So wurden vor allem Komponisten wie Adolphe Adam, Daniel Auber, Gaetano Donizetti, Ignaz Pleyel und Gioachino Rossini publiziert. Nur langsam wuchs das Interesse an heimischen Komponisten. Mit Franz Liszt und Peter Cornelius deutet sich schließlich ein Repertoirewechsel an. Doch erst im Jahre 1859 setzte Franz Schott (1811–1874), Enkel des Verlagsgründers Bernhard Schott, einen neuen Schwerpunkt bei deutschen Komponisten: Die Zusammenarbeit mit Richard Wagner und die Herausgabe  dessen großer Bühnenwerke Die Meistersinger von Nürnberg, Der Ring des Nibelungen und Parsifal bilden noch heute einen wichtigen Grundstock für den Verlag und das aktuelle Bühnenrepertoire in Deutschland. Die Zusammenarbeit endete schließlich aufgrund der unerfüllbaren finanziellen Forderungen Wagners: „Überhaupt kann ein Musikverleger Ihre Bedürfnisse nicht bestreiten, dies kann nur ein enorm reicher Bankier oder Fürst, der über Millionen zu verfügen hat ...“ (Franz Schott am 21. Oktober 1862 an Wagner). Wagner suchte sich daraufhin anderweitig finanzielle Unterstützung, welche ihm zuletzt nur noch von Johann Weißheimer II., dem wohlhabenden Vater seines Freundes Wendelin Weißheimer gewährt wurde. Erst nach dem bayerischen Thronwechsel fand Wagner in Ludwig II. einen äußerst spendablen Gönner, der Wagner für immer von seinen finanziellen Nöten befreite. 1970 ließ der Verlag B. Schott’s Söhne eine große Bronzeplastik mit der Inschrift „dem Genius Richard Wagner gewidmet“ vor dem Rheinufer-Eingang zur Mainzer Rheingoldhalle aufstellen.

### Die Moderne

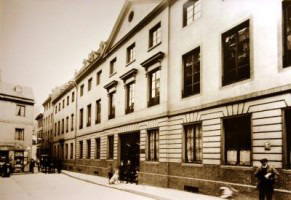
Verlagshaus um 1910

Aufgrund von Nachfolgeproblemen – es gab keinen Nachkommen – setzte die Familie Schott 1874 Geheimrat Dr. jur. Ludwig Strecker (1853–1943) als Erben ein. Dessen Söhne Ludwig Strecker (1883–1978) und Willi Strecker (1884–1958) führten den Verlag weiter. Ihnen folgte Heinz Schneider-Schott (1906–1988). Der derzeitige Chef des Hauses – Peter Hanser-Strecker – trat 1974 in die Geschäftsleitung ein. Er betreut als Vorsitzender der Geschäftsleitung die Geschäftsführung von Schott Music.
Die Moderne schlug sich zuerst in der Inverlagnahme der Werke von Igor Strawinsky nieder, der ein langjähriger Freund von Willi und Ludwig Strecker war. Der Verlag veröffentlichte unter anderem Feu d’artifice, Scherzo fantastique, das Ballett L’ oiseau de feu (Der Feuervogel), das Violinkonzert, die Sinfonie in C-Dur und die Sinfonie in drei Sätzen.
Die bald darauf entstehende Verbindung mit Paul Hindemith öffnete eine neue Ära in der Verlagspolitik, denn zum ersten Mal hatte der Verlag einen „Hauskomponisten“, dessen gesamtes Werk bei Schott verlegt wurde. Auch Carl Orff, der Schöpfer des Welterfolges Carmina Burana, ist mit seinem Gesamtschaffen bei Schott vertreten. Von nun an vertrauten viele weitere Künstler dem Verlag exklusiv ihre Werke an, darunter Wolfgang Fortner, Jean Françaix, Percy Grainger, Erich Wolfgang Korngold, Hermann Reutter und Michael Tippett.

### Zeitgenössische Musik
Unter den Komponisten finden sich vielfach langjährige exklusive Partner. Hans Werner Henze wurde bereits mit zwanzig Jahren 1946 als Komponist in das Verlagsrepertoire aufgenommen. Seit den 1970er Jahren veröffentlichen Krzysztof Penderecki, Aribert Reimann, Volker David Kirchner und György Ligeti ihre Kompositionen bei Schott. Darüber hinaus finden sich im Verlagsprogramm internationale Komponisten wie Toru Takemitsu, Rodion Shchedrin, Peteris Vasks, Henri Dutilleux, Detlev Müller-Siemens, Toshio Hosokawa, Ye Xiaogang, Nicholas Lens, Péter Eötvös, Olli Mustonen und Joaquín Rodrigo.
Im Jahre 2001 startete Schott eine Kampagne, mit der eine Reihe von jungen Komponisten in den Verlag aufgenommen wurden. Daraufhin begann die Zusammenarbeit mit Joe Duddell, Kenneth Hesketh, Tatjana Komarova, Benjamin Schweitzer, Jörg Widmann, Moritz Eggert und Chaya Czernowin. 2003 folgte Christian Jost, 2005 Thomas Larcher, Elisabeth Naske, Richard Ayres und Huw Watkins und 2006 Fazıl Say. In den USA wurden durch die dort ansässige Firma Schott Music Corp. neue Verträge mit Komponisten wie Tobias Picker und Joseph Schwantner geschlossen. Seit Oktober 1998 werden die Publikationen der Paul Sacher Stiftung vom Verlag Schott betreut.

## Konzernteile

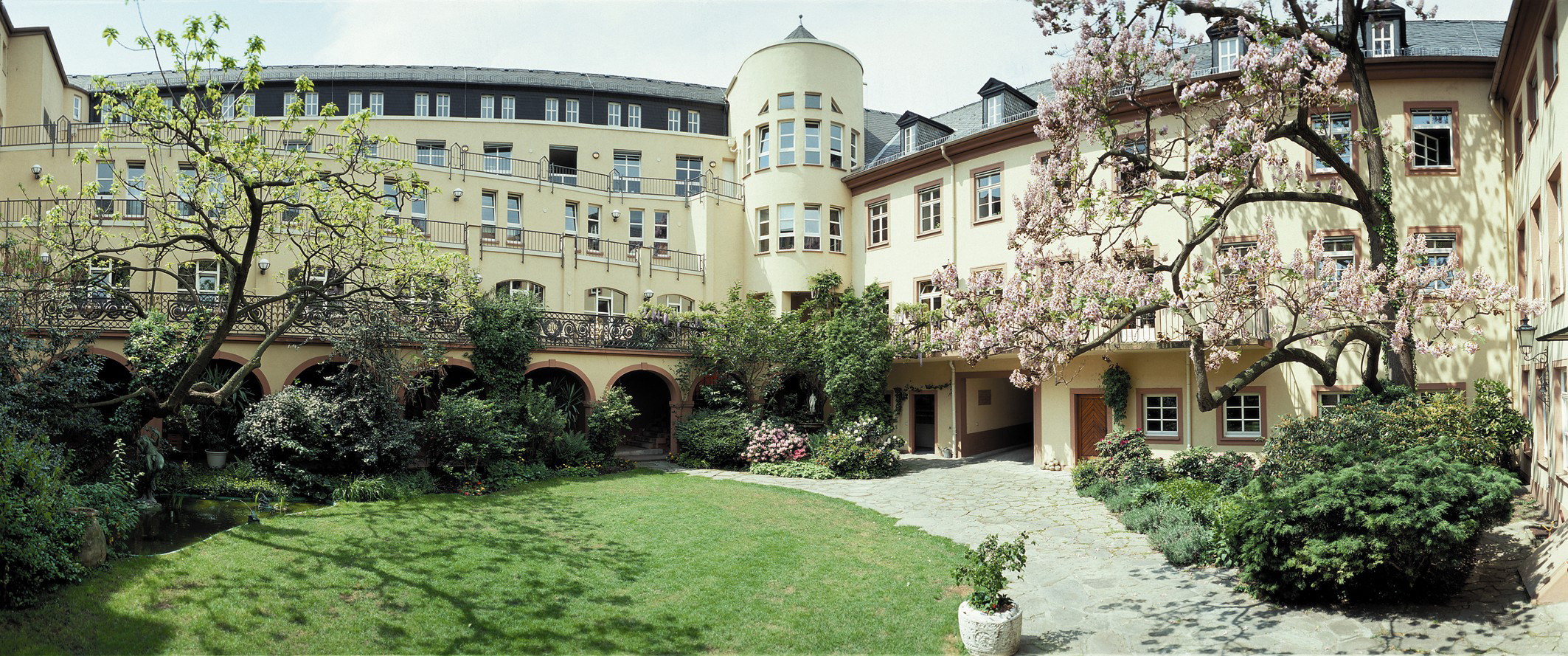
Verlagshaus im Mainzer Weihergarten

Der Verlag in Stiftungseigentum ist international ausgerichtet und hat neben dem Hauptsitz „Weihergarten“ in der Gründungsstadt Mainz einen weiteren deutschen Firmensitz in Mainz-Hechtsheim. Zu den im Weihergarten beheimateten Tochterfirmen gehören die Verlage Astoria Verlag, Atlantis Musikbuch, Ars-Viva, Bund-Verlag, Cranz, Ernst Eulenburg, Fürstner, Hohner-Verlag, Panton und Schott Music Enterprise. Darüber hinaus sind hier unter anderen die Firma Schott Music & Media (Tonträger), Schott Liegenschaftsverwaltung (Immobilien) sowie diverse dem Unternehmen zugeordnete Stiftungen und Verbände ansässig. Hier befand sich auch bis zu seinem Verkauf 2014 das verlagseigene Herstellungsarchiv mit ca. 50.000 historischen Titeln.
Selbständige internationale Tochterfirmen befinden sich in Beijing, London, Madrid, New York, Paris, Tokio und Toronto. 2006 wurden alle internationalen Firmen einheitlich in Schott Music umbenannt.
In New York betreibt Schott die Firma European American Music Distributors LLC, die für zahlreiche europäische Großverlage den Vertrieb von Aufführungsmaterial in den USA, Kanada und Mexiko übernimmt.

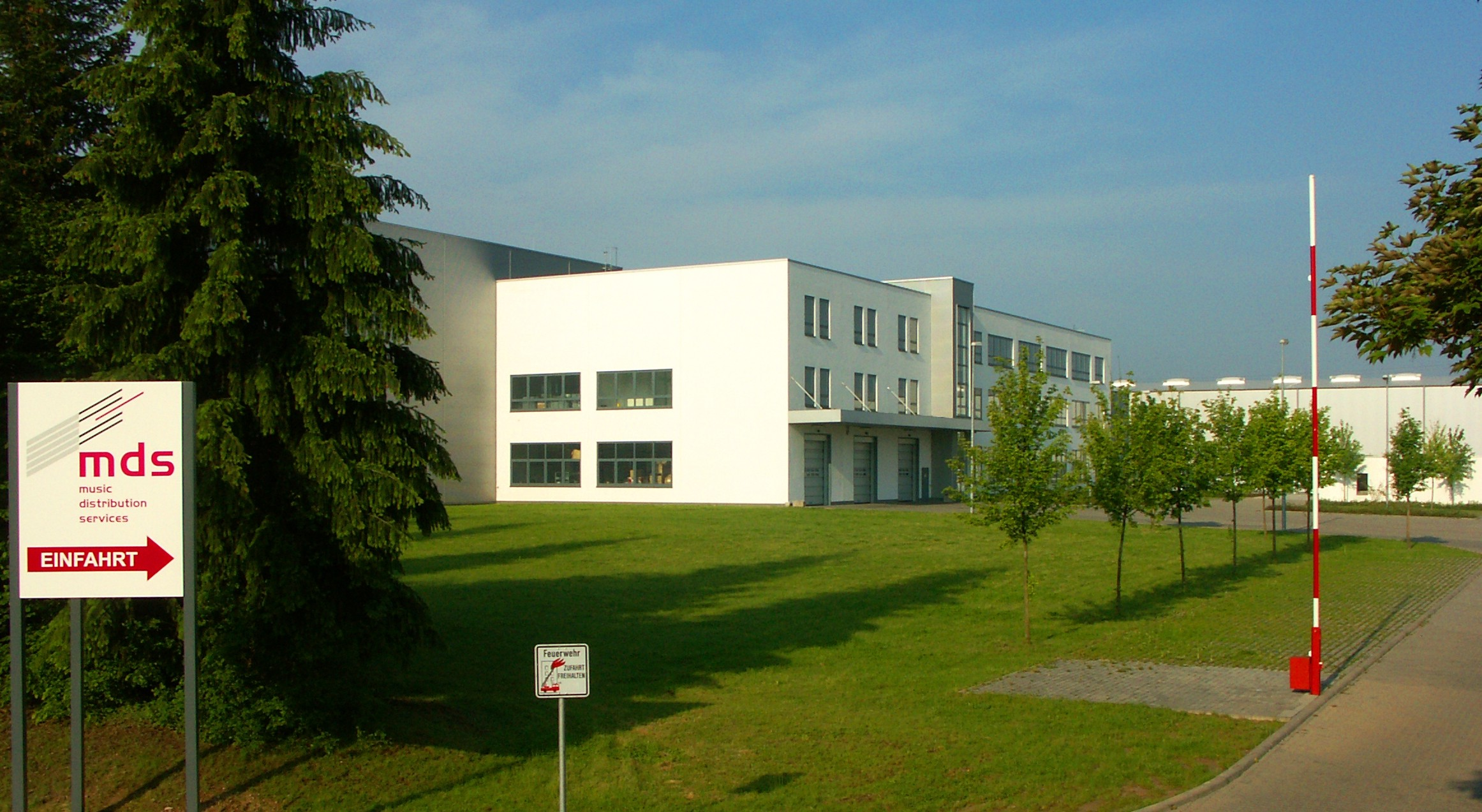
mds-Vertriebszentrum in Mainz-Hechtsheim

Ein eigenes Vertriebs- und Logistikzentrum, music distribution services GmbH (mds), in Mainz-Hechtsheim, liefert neben dem gesamten Schott-Programm auch die Publikationen von über 120 anderen Verlagen aus. Etwa 130.000 Titel an Noten, Büchern, Ton- und elektronischen Datenträgern werden von Mainz aus rund um den Globus versandt. Das moderne Hochregallager beherbergt zurzeit über 12 Millionen Exemplare.
Mit dem WEGA Verlag Mainz betreibt Schott ein Druckerei- und Herstellungsunternehmen, das Aufträge von diversen Verlagen in aller Welt übernimmt.
Mit anderen Verlagen der Branche bestehen zum Teil intensive Kooperationen. So nimmt Schott vertriebliche und herstellerische Aufgaben seit 2004 für Boosey & Hawkes und seit 2006 für den von Mitrofan Petrowitsch Beljajew gegründeten Musikverlag M. P. Belaieff wahr.
Im Jahr 2024 zog sich Peter Hanser Strecker aus der operativen Arbeit als Verleger zurück. Er ist gemeinsam mit seiner Tochter Saskia Osterhold Vorstand der Strecker-Stiftung, der Eigentümerin des Verlags. 

## Verlagsprogramm
Das Verlagsprogramm ist sehr umfangreich und vielfältig: mit Noten (zum Kauf und zum kostenpflichtigen Verleih), Gesamtausgaben, Partituren, Chormusik, Instrumentalschulen und anderen pädagogischen Ausgaben, Popularmusik und Büchern zu allgemeinen Musikthemen und musikwissenschaftlichen Fragestellungen. In der Edition Schott erscheinen Werkausgaben von Musik aller Epochen für alle Instrumente und Besetzungen. So gibt Schott ein umfangreiches Gitarren-Archiv (begründet als Schott’s Gitarre-Archiv) heraus. Schott Music zeichnet sich vor allem durch sein stetiges Engagement für Musikpädagogik und Zeitgenössische Musik aus. Der Verlag verwertet bestehende Urheberrechte und nimmt regelmäßig neue Komponisten auf.
Schott Music verfügt über eigene Plattenlabels, Intuition für Jazz und Weltmusik und WERGO für Neue Musik. Der Verlag gibt zudem einige Fachzeitschriften heraus:
- Das Orchester (Erscheinungsweise: 11-mal pro Jahr, Auflagenhöhe: 20.000)
- Musik & Bildung (Erscheinungsweise: viermal pro Jahr, Auflagenhöhe: 7.000)
- Musik in der Grundschule (Erscheinungsweise: viermal pro Jahr, Auflagenhöhe: 7.000)
- Musik, Spiel und Tanz (Erscheinungsweise: viermal pro Jahr, Auflagenhöhe: 2.500)
- MusikForum (Erscheinungsweise: viermal pro Jahr, Auflagenhöhe: 4.000)
- Neue Zeitschrift für Musik (Erscheinungsweise: sechsmal pro Jahr, Auflagenhöhe: 5.000)
- Organ – Journal für die Orgel (Erscheinungsweise: viermal pro Jahr, Auflagenhöhe: 4.000)
- Üben & Musizieren (Erscheinungsweise: sechsmal pro Jahr, Auflagenhöhe: 5.000)[16]

Klasse Musik erscheint seit Anfang 2008 nicht mehr als eigene Zeitschrift, sondern ist in Musik und Bildung aufgegangen.

## Auszeichnungen
- 2012: Innovationspreis des Börsenverein des Deutschen Buchhandels für elektronisches Publizieren, AKEP Award[17]

## Trivia
- Am 10. Juli 1845 wurden laut Augsburger Postzeitung Drucke von Ludwig van Beethovens Missa Solemnis in D-Dur und der 9. Sinfonie – Publikationen von Schott – in den Sockel des Postaments des Bonner Beethoven-Denkmals eingebracht.[18]